# Уманский уезд
У́манский уе́зд — административно-территориальная единица Киевской губернии Российской империи. Уездный центр — город Умань.

## История
В 1795-96 годах существовал Ольгопольский уезд в составе Вознесенского наместничества.
В конце 1917 года прошли выборы во Всероссийское учредительное собрание. В выборах приняло участие 149 283 человека из уезда, что составляло 73,4 % всех избирателей. Голоса при голосовании по городу Умань и уезду распределились следующим образом (в %):
- Крестьянская партия — 17,4 / 78,8
- РСДРП (б) — 3,2 / 4,0
- ПСР (эсеры) — 0,0 / 1,3
- Кадеты — 4,5 / 1,1
- РСДРП(м) — 4,1 / 0,9
- Другие партии — 70,8 / 15,9

## Население
По переписи 1897 года население уезда составляло 320 744 человек, в том числе в городе Умань — 31 016 жителей.

### Национальный состав
Национальный состав по переписи 1897 года:
- малоросы  — 273 894 чел. (85,4 %),
- евреи — 37 641 чел. (11,7 %),
- русские — 5815 чел. (1,8 %),

## Административное деление
На 1 января 1900 года Уманский уезд состоял из 8 местечек, 144 сёл, 16 деревень, 9 хуторов, 9 ферм, 1 посёлка, 2 урочищ, 2 железнодорожных станций и 11 железнодорожных будок — всего из 202 населённых пунктов. Все эти пункты были распределены в административном отношении между 2 мировыми посредниками, 3 становыми приставами, 18 волостными правлениями и 13 полицейскими урядниками. В судебно-мировом и следственном отношениях Уманский уезд был разделён на 4 судебно-мировых и 4 следственных участка.
1. Бабанская волость
2. Верхнячская волость
3. Иваньковская волость
4. Краснопольская волость
5. Кузьминская волость
6. Ладыжинская волость
7. Маньковская волость
8. Мошуровская волость
9. Оксанинская волость, волостной центр - с. Оксанина
10. Орадовская волость
11. Подвысокская волость
12. Посуховская волость
13. Русаловская волость
14. Тальновская волость
15. Тальянская волость
16. Уманская волость
17. Хижнянская волость
18. Шаулихская волость

## Персоналии
- Базильский Гавриил Макарович — генерал-хорунжий Армии УНР.
- Загродский, Александр Александрович — генерал-хорунжий Армии УНР.[3]
- Черняховский, Иван Данилович — генерал-армии, дважды Герой Советского Союза, командующий 3-м Белорусским фронтом.